# Thesaurus Linguae Latinae
El Thesaurus Linguae Latinae (abreujat com a ThLL o TLL) és un diccionari unilingüe de la llengua llatina, que abraça des dels seus orígens fins a Isidor de Sevilla († 636). Existeix en forma de llibre imprés i en forma de base de dades enciclopèdica en línia, el contingut d'ambdues versions és idèntic. El primer fascicle va aparèixer del 1900; la finalització està prevista per 2045-2050. El nom és un homenatge al «primer lexicògraf modern», Robert Estienne (1499-1559) que el 1531 va publicar el seu Dictionarium, seu Latinae Linguae Thesaurus.
L'objectiu del Thesaurus és col·leccionar per cada lema, tota la informació rellevant, i crear així, segons l'iniciador Eduard Wölfflin, una «biografia» de cada paraula: el seu naixement, les seves aliances, multiplicacions, canvis de forma i de sentit, la seva representació recíproca fins a la seva mort quan les llengües romàniques es van separar.

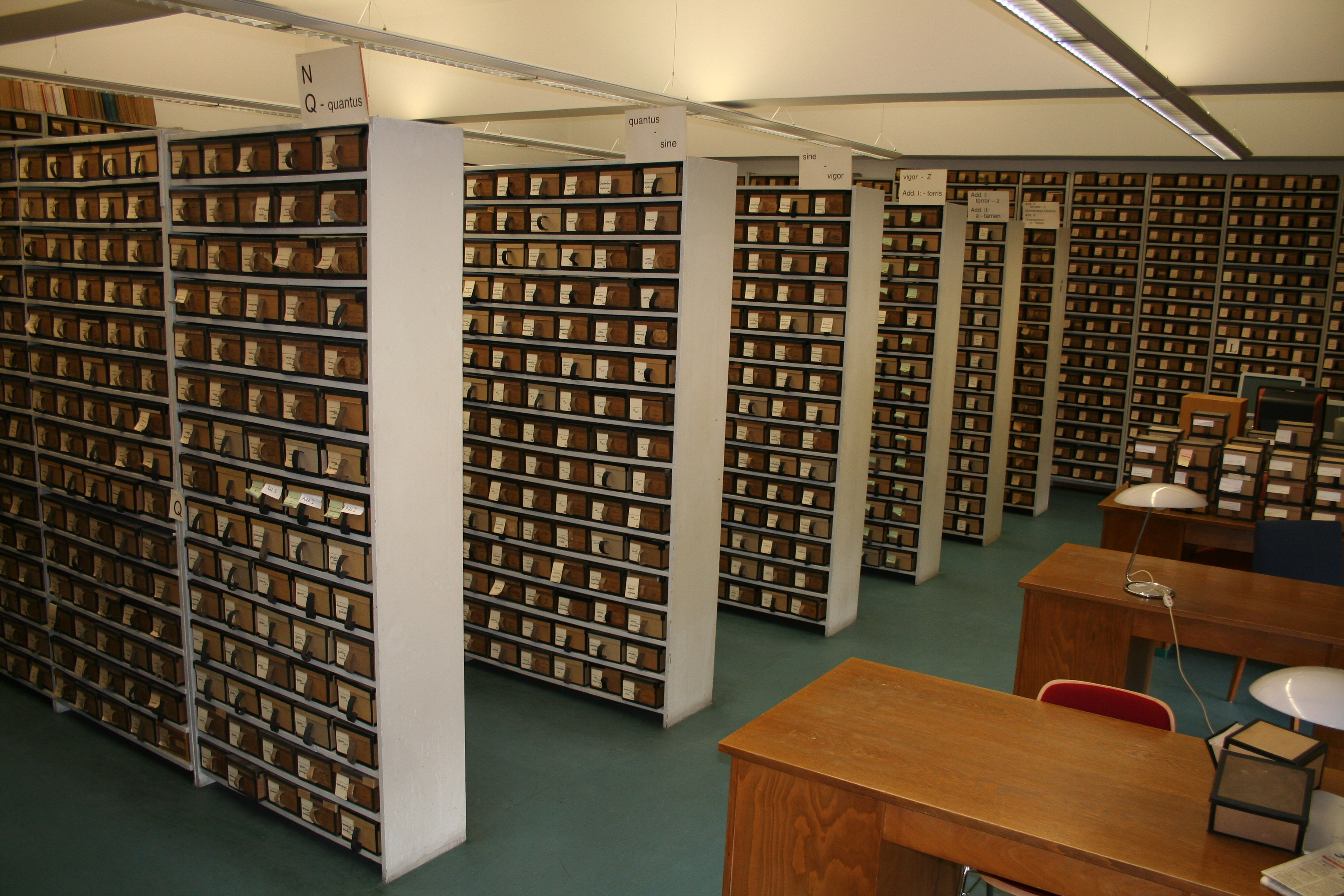
Conjunt de fitxes i fitxers de l'arxiu del Thesaurus

El projecte va començar el 1893 per iniciativa d'Eduard Wölfflin (Múnic), amb l'ajut de Friedrich Leo a Göttingen i Franz Bücheler a Bonn. El 1899, després que s'enllestissin els treballs preliminars, es va posar en marxa l'Institut Thesaurus Linguae Latinae, amb seu a Múnic. El 7 d'abril de 1949 es va fundar la Internationale Thesaurus Kommission per continuar la publicació. Aquesta comissió està formada per membres de més de trenta acadèmies i societats científiques diferents de tres continents, i el seu primer president va ser l'especialista en llengües indoeuropees Manu Leumann, de Zúric.
La data d'acabament de l'obra no és coneguda. Al col·loqui del centenari del projecte, el 1995, s'estimaven cinquanta anys més per acabar-lo. El projecte és un important centre d'aprenentatge de lexicografia clàssica, i des de l'inici fins al 2015 hi havien participat 364 practicants d'una vintena de països. El 2009 es va atènyer la lletra P (sense la lletra N), uns dos terços del treball total. La institució que coordina el treball té la seu a Múnic, a l'Acadèmia de les Ciències de Baviera, i l'actual (2015) director de recerca és Michael Hillen.
L'obra és força costosa (11.948 euros, el 2016), però està disponible en moltes biblioteques universitàries, com a la Universitat Autònoma de Barcelona, la Universitat de Barcelona, la Biblioteca de Catalunya o la Universitat Rovira i Virgili de Tarragona (vegeu el Catàleg col·lectiu de les universitats de Catalunya).